# 板金加工
板金加工（ばんきんかこう）とは、薄く平らに形成した金属の板金をプレス機械などを使って塑性変形を行う加工方法。

## 加工方法
板金の加工方法は、プレス金型を用いて板の形状変化をさせたり、切断やくりぬきを行うのが一般的であるが、近年は様々な加工技術が開発され、薄板から様々な形状の工業製品が生み出されている。

### 形状変化による加工方法

プレスブレーキによる曲げ加工

- 成形加工 - プレスにより金型の予め決められた形状に「成形」する加工。
- 絞り加工 - 複数回の金型成形により凸形状から容器形状などにする加工。
- 深絞り
- ベンディング、フランジ加工
- スピニング（へら絞り）
- プレスブレーキ（曲げ）
- 圧延 - ローリング加工から薄板の板厚の厚みを調整する加工。

### 切断やくりぬきによる加工方法
- 切断 - シャーリング - はさみ の様に上下2枚の刃物で薄板をプレスなどで切り離す加工。
  - 近年は直線の切断以外にも曲線・3次元曲線の切断にも対応した金型が作られている。
- パンチ - 丸穴や様々な形の穴形状にするために金型によってプレスで穴を開ける加工。

### その他の加工
- バーリング加工 - 薄板にネジ止めのタップ穴を追加する加工。
  - ナット溶接で板金にネジ止めする手段から、ローコストで容易に加工できるので近年大きく普及している加工。
- スポット溶接 - 薄板同士をつなぎ合わせるために多用される電気溶接の一種。
- はぜ加工 - 薄板同士の端面を折り曲げて、つなぎ合わせる加工。